# دون نيلسون (كاتب)
دون نيلسون (بالإنجليزية: Don Nelson)‏ هو كاتب سيناريو أمريكي، ولد في 20 يناير 1927 في هاكينساك في الولايات المتحدة، وتوفي في 10 سبتمبر 2013 في إستوديو سيتي ‏ في الولايات المتحدة بسبب مرض باركنسون.

## وصلات خارجية
- دون نيلسون على موقع IMDb (الإنجليزية)
- دون نيلسون على موقع قاعدة بيانات الفيلم (الإنجليزية)